# Sierra del Fial de las Corzas
La sierra del Fial de las Corzas es una sierra gallega localizada junto a la sierra de Queija. Tiene cumbres redondeadas y está conformada por areniscas y pizarras. La mayor parte de su vegetación es de matorrales, así como bosque en las partes bajas.
La cumbre de mayor altitud es el Cabeza de la Vega del Fial, con 1.552 metros sobre el nivel del mar.